# The Astronaut's Wife
The Astronaut’s Wife es una película estadounidense de 1999 protagonizada por Johnny Depp y Charlize Theron. Fue un fracaso de taquilla.

## Sinopsis
Spencer Armacost y Alex Streck son dos astronautas que parten en misión espacial. Sin embargo, durante una salida de la nave pierden el contacto con la base de control durante algunos minutos. Tras aquello, todo vuelve a la normalidad y regresan a la Tierra. 
A su vuelta, comienzan a suceder cosas extrañas en la vida de los astronautas, y las primeras personas que sufren esto son sus propias esposas. Van a verlos están en el hospital dormidos. Armacost finalmente se despierta sin problemas, pero Streck sufre una emergencia médica que requiere una cardioversión eléctrica. Nadie habla sobre la salida sucedida en el vuelo. Armacost acepta un puesto en una compañía de tecnología, con sede en Nueva York, McClaren. En la fiesta de despedida, el comportamiento agresivo de Streck llama la atención de Jillian antes de que muera repentinamente, fallecimiento que la NASA atribuye a un derrame cerebral. En casa de Streck, su esposa Natalie Streck (Donna Murphy) se electrocuta en el baño con una radio.
En otra fiesta, en Nueva York, Jillian pide a Spencer que le cuente sobre el incidente de la caminata espacial. Él responde mientras comienza a hacerle el amor, que realiza de una manera agresiva. Jillian descubre que está embarazada y descubre que tendrá gemelos. Le dice al médico que anteriormente, tras la muerte de sus padres, buscó atención psiquiátrica porque comenzó a tener visiones de sus seres queridos muertos, incluidas visiones de ella misma.
Sherman Reese (Joe Morton) el jefe de la misión, fue despedido de la NASA porque continuó insistiendo en que algo extraño le sucedía a Spencer, aunque todas las pruebas resultaron normales. Reese se encuentra con Jillian para advertirla, quien queda preocupada, pues quiere creer que Reese loco pero sabe que tiene razón acerca de Spencer, pues se comporta de manera extraña. Jillian llama a Reese quien le informa de que Natalie Streck estaba embarazada de gemelos en el momento de su suicidio. Jillian pregunta qué conclusiones hubo sobre los gemelos tras la autopsia de Natalie y Reese le dice a Jillian que necesita reunirse con ella en persona para enseñárselas. Spencer se entera, lo busca y Reese desaparece. Como plan de emergencia Reese le envió a Jillian una llave de una consigna donde hay un videocasete que confirma que hubo una señal en el espacio cerca de Spencer y Streck, cuando durante la salida perdieron el contacto con la NASA. 
Reese cree que la señal era un extraterrestre que quería llegar a la Tierra y viajaba como una onda de sonido a través del espacio, y que ocupó el cuerpo de Spencer. Cree que utilizará los gemelos para, en un futuro, pilotar el avión McClaren que está diseñando. Jillian intenta abortar con medicamentos, pero Spencer lo frustra y la abofetea. Jillian se lanza por unas escaleras y despierta en el hospital. Spencer le dice que los gemelos sobrevivieron a la caída y la intimida para que mantenga la boca cerrada sobre que pasó en el espacio.
En un sueño, Jillian ve a su hermana, Nan, asesinada por Spencer cuando ella pregunta por qué tiene el maletín de Reese. Jillian escapa del hospital, pero Spencer la sigue debido a su conexión mental con los gemelos que lleva en su vientre. En casa, Jillian atranca la puerta y entra en la habitación donde soñó que su hermana fue asesinada. Ve su cuerpo en el suelo, pero luego desaparece, en lo que es probablemente una visión. Cuando Spencer consigue entrar en el apartamento, Jillian ha inundado el suelo de la cocina con agua, y coloca una radio en el fregadero con un cable alargador enchufado a la pared. Sostiene los extremos del alargador y radio en cada mano y le dice a Spencer que se mantenga lejos de ella. Ella ve marcas de uñas ensangrentadas en la mano de Spencer y deduce que su hermana está está muerta, tal y como ha soñado. Jillian le dice a Spencer que no sabe quién es él, y Spencer le revela que él mató a su hermana y a su esposo y que vive dentro de ella, a través de sus hijos. El agua comienza a caer del techo porque Jillian dejó abierto el grifo del agua en el baño del piso superior. Spencer se ve envuelto en agua, Jillian levanta los pies del piso mojado, conecta los cables y electrocuta al extraterrestre, pero el alienígena abandona el cuerpo de Spencer y ocupa el de Jillian.
Tiempo más tarde, Jillian se ha vuelto a casar y sus hijos gemelos van camino de su primer día de clase en el colegio. Sus hijos miran hacia atrás antes de subir al autobús con una mirada misteriosa en su cara, antes de que sonrían y sigan su camino. Jillian le asegura al padrastro, un piloto de pruebas de la empresa de tecnología que está diseñando el avión McClaren, que ahora él es su padre.

## Reparto
- Johnny Depp (1963-): comandante Spencer Armacost
- Charlize Theron (1975-): Jillian Armacost, esposa de Spencer
- Joe Morton (1947-): Sherman Reese, representante de la NASA
- Nick Cassavetes (1959-): como el capitán Alex Streck
- Donna Murphy (1959-): Natalie Streck, esposa del capitán Alex Streck
- Clea DuVall (1977-): Nan, hermana de Jillian
- Samantha Eggar (1939-): Dra. Patraba, obstetra de Jillian
- Gary Grubbs (1949-): director de la NASA
- Blair Brown (1946-): Shelly McLaren, esposa de McLaren
- Tom Noonan (1951-): Jackson McLaren, dueño de la empresa McLaren
- Tom O'Brien (1992-): Allen Dodge
- Lucy Lin: Shelly Carter
- Michael Crider: Pat Elliott
- Cole y Dylan Sprouse: los hijos gemelos de Jillian
- Edward Kerr (1966-): piloto aeronáutico y padrastro de los hijos de Jillian

## Recepción
En el presente la película obtiene en los portales de información cinematográfica y entre la crítica profesional. En IMDb, con 56.127  votos registrados obtiene una media ponderada de 5,4 sobre 10.